# Bertrando I di Baux

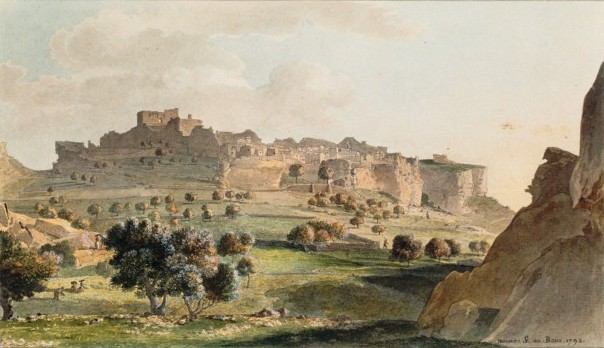
Rovine del castello dei Baux

Bertrando di Baux, o del Baus o del Balzo (più attinenti al ramo italiano della casata), in francese Bertrand des Baux, in occitano Bertran del Baus (Baux, 1137 circa – 1181), è stato 6° signore di Baux e 1º principe d’Orange.

## Biografia
Raimondo Rambaldo de Baux è un ricco signore, con 79 città, borghi, castelli, piazzeforti, le terres baussenques. Si sposa con la sorella di Dolce di Gévaudan, Étiennette, prima del 1120, poiché li vediamo figurare tutti e due, così come il loro figlio maggiore Ugone, quali testimoni in una carta di donazione del priorato di Saint-Gilles all'ospedale di San Giovanni di Gerusalemme, nel maggio del 1121. Raimondo Rambaldo è considerato il fondatore dell'abbazia di Silvacane, laddove Bertrando de Baux vi costruìrà la chiesa abbaziale nella quale verrà sepolto.
Étiennette è la figlia di Gilberto I di Gévaudan, assassinato nel 1111, visconte di Millau e di Lodève, successivamente conte di Gévaudan e, tramite matrimonio, conte di Provenza. Sua madre, Gerberga di Provenza, è effettivamente contessa di Provenza dal 1093 al 1111. Raimondo Berengario III di Barcellona è il cognato di suo padre e conte di Provenza. Dolce di Gévaudan e suo marito gli fanno donazione nel 1116 della signoria di Berre. Ma quando sua cognata muore i signori di Les Baux avanzano delle pretese sulla contea di Provenza, scatenando così le guerres baussenques.
Bertrando era figlio di Raimondo I de Baux, 6° signore sovrano di les Baux, e di Stefanetta di Provenza.
Durante le guerres baussenques, un decisivo evento simbolizza la riconciliazione tra la casata di Barcellona e quella dei Baux. Il giovane Alfonso II d'Aragona ottiene salva la sua vita per merito di Bertrando de Baux che, prendendolo in groppa sul suo cavallo, gli permette di scappare dal castello di Albaron caduto in mani nemiche e di riguadagnare la città di Arles. Da parte di un amico tradizionale della Casa di Tolosa, è un bell'atto cavalleresco che assicura la riconciliazione dei Baux con i principi della Casa d'Aragona.
Nel 1173, Bertrando de Baux si sposa con Tiburge II d'Orange, la quale con Guglielmo si spartisce la contea donandola in massima parte, alla fine del XII secolo, agli ospitalieri di Gerusalemme. Raimbaut d'Orange, «...buon cavaliere e molto stimato nella poesia provenzale», secondo Nostradamus, al quale si attribuisce un libro intitolato La Maestria d'amor, muore senza lasciare eredi, e i possedimenti passano in mano di sua moglie. Bertrando de Baux è il capostipite dei principi d'Orange della seconda stirpe, cosiddetti di Baux, che succederà alla prima casa dei conti di Orange-Nizza. Bertrando fa costruire una roccaforte militare semi-incastrata nella roccia ocra, dotata di bastioni difensivi giganteschi, di profondi fossati e di un ponte levatoio, di feritoie, d'un pozzo di 34 metri, di una cappella dedicata a San Torquato posta su una collina che domina il villaggio di Suze.
Tiburge II d'Orange e suo marito Bertrando de Baux continuano la gloriosa tradizione di Raimbaut d'Orange, e il castello di Courthézon non cesserà di essere in seguito il ritrovo degli enfants d'Apollon desiderosi di vedere e ricevere.

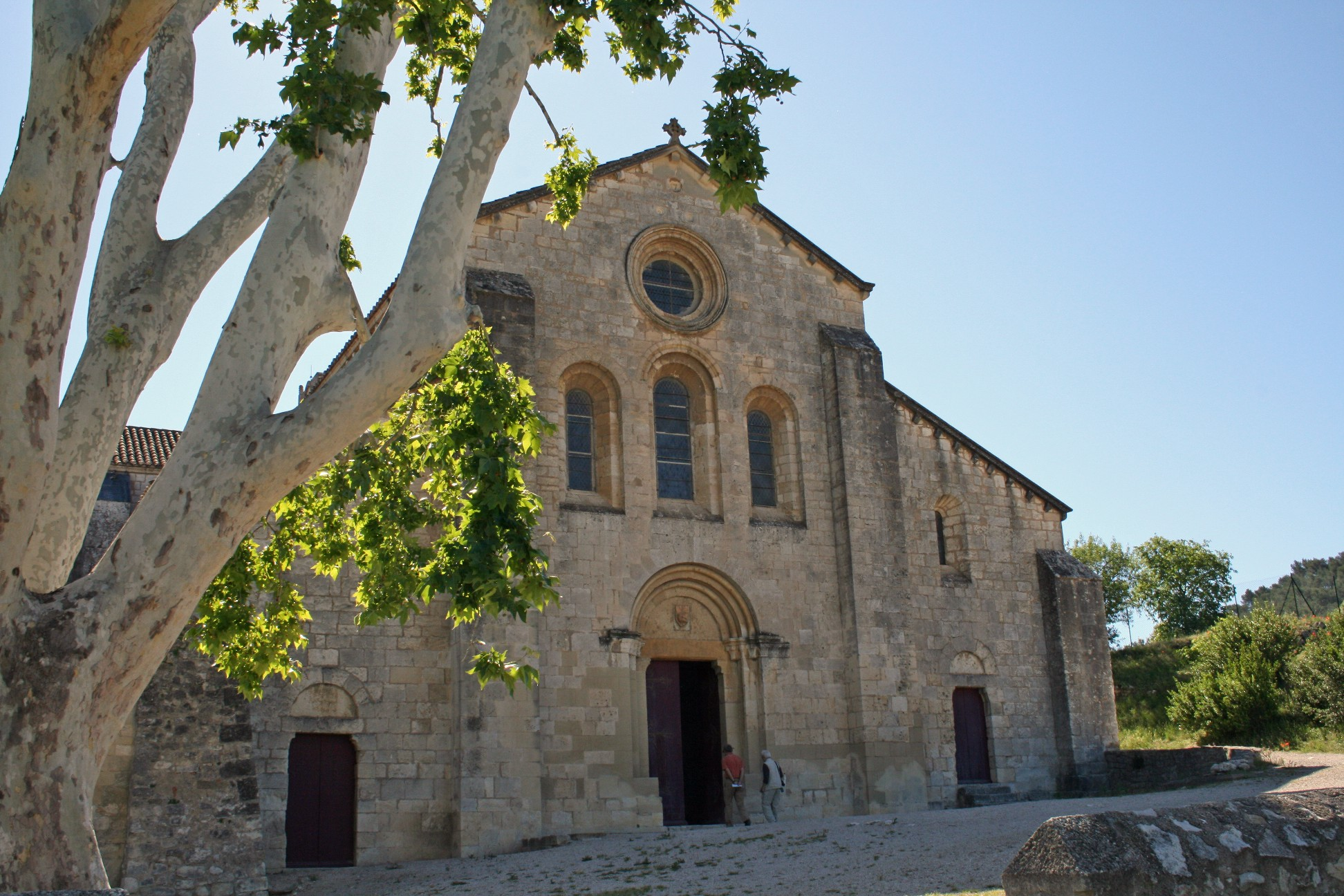
L’abbazia di Silvacane.

Nel 1175, Bertrando de Baux intraprende la costruzione della chiesa abbaziale dove verrà poi sepolto. La chiesa dell'abbazia di Silvacane, i cui lavori di costruzione vanno dal 1175 al 1230, presenta all'interno delle alte navate coperte di volte a botte "spezzate", che poggiano su dei potenti sostegni cruciformi.
Suo fratello Ugone I non volendo essere vassallo del re d'Aragona preferirà, verso il 1177, l'esilio in Sardegna, dove morirà nel 1179. Bertrando si insedia nel castello di Baux ed è barone di Baux. Secondo altre fonti, già nel 1175 aveva recuperato la baronia di les Baux, feudo di famiglia, riaccendendone così la fiamma che le guerres baussenques avevano affievolito.
Lo stesso Bertrando, che nel mese di dicembre dell'anno 1178 annette Courthézon al principato di Orange, fa dunque una donazione, con il consenso di sua moglie Tiburge e dei suoi figli, all'abbazia di Franquevaux nella diocesi di Nîmes.
Il 30 luglio 1178, l'imperatore, Federico I Barbarossa viene incoronato re di Arles dal suo arcivescovo. In quell'occasione Bertrando de Baux riceve dall'imperatore il diritto di qualificarsi principe d'Orange, di portare le armi, di usare le sue prerogative e di portare la corona e tutte le insegne della sovranità, per cui il diritto di portare la corona chiusa. Bertrando di Baux è perciò sotto la corona di Federico Barbarossa nullo mediante, disponendo di diritti regali. Egli approva il testamento di Ugo I di Baux a favore di Bertrando, così come la cessione di Raimbaut d'Orange.

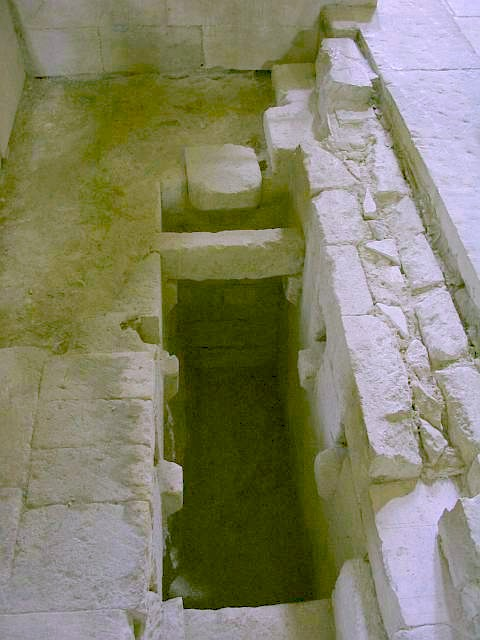
Tomba di Bertrando de Baux nell'abbazia di Silvacane.

Secondo alcuni autori, Bertrando morì nel 1181, sotto abiti monacali. Secondo altri, egli resta vassallo dei conti di Tolosa e il suo nuovo potere sarà la causa del suo assassinio, voluto da Raimondo V di Tolosa con il quale, si racconta, avrebbe litigato il giorno di Pasqua del 1181; sarebbe stato assassinato, forse insieme a Raimondo Berengario III di Provenza, in un'imboscata mentre cercava di andare verso Montpellier con il suo esercito.
Bertrando viene sepolto, in abiti monastici, nell'abbazia di Silvacane, nella tomba che aveva fatto costruire a modello di quelle di San Vittore, di Frigolet e di Montmajour.
Esiste una pergamena funebre di Bertrando de Baux, risalente al 1181 rivestita di commemorativi di 229 istituzioni religiose.

## La monetazione
Si conoscono molte monete (denari) anonime di questo principato con le legende Princeps et Principes, che recano la L sbarrata, esattamente copiate dal tipo di Lione. Cartier le considera come le prime prove di monetazione di Orange, e in questo caso potrebbero essere attribuite a Bertrando de Baux come a Guglielmo IV, suo successore, sotto i quali il principato risulta diviso.
Esse presentano il nome di un imperatore Federico. Nello stile e nella manifattura sono identiche ai pezzi provenzali fabbricati alla fine del XII secolo e ai denari che i conti di Tolosa, a nome di Raimondo, fanno battere con il tipo sole e luna, pezzi dove essi fanno stampare il titolo di marchese di Provenza, e che molto probabilmente venivano prodotti dalle officine del Pont-de-Sorgues o di altre città del marchesato.
Federico I, concedendo a principi minori il diritto di battere moneta, deve loro imporre alcune riserve, testimoniando la loro dipendenza dall'impero e la loro inferiorità di fronte ai grandi Stati. Il nome dell'imperatore appare all'inizio sulle monete accompagnate dalla lettera iniziale del nome del principe più o meno dissimulato, fino a che una maggiore indipendenza ha portato i signori d'Orange a far apparire i loro nomi per intero e successivamente a incidere le loro teste, imitando sempre nella loro forma le monete più in corso.

## Ascendenti
Gli antenati dei signori di Baux
```
Leibulfo di Provenza
 (ca.
750
-
835
)
  x 
Odda
 ?
  |
  | → 
Leibulf di Baux
 (metà del IX secolo
[
10
]
.
        x ??
        |
        | → 
 Pons d'Arles
 (fine del IX secolo)
              x 
Blismodis di Mâcon

              |
              | → Humbert, 
vescovi di Vaison-la-Romaine
 (
890
-
933
)
                   |
              | → 
Ison d'Arles
 (ca. 
890
-
942
),
                    x Principessa ? 
di Benevento

                    |
                    | →  Lamberto Ursus signore di 
Reillanne

                    |     x Galburge di Benevento
                    |     |
                    |     | →  Signori di 
Reillanne

                    |
                    | → 
Pons di Marsiglia
 (ca. 
910
-
979
), detto il maggiore
                         x  (1) 
Giuditta di Bretagna
, figlia di 
Alano II di Bretagna

                         |
                         | → 
Onorato di Marsiglia
(ca. 
930
-
978
), 
vescovo di Marsiglia

                         |
                         | → 
Guglielmo di Marsiglia
 (ca. 
935
-
1004
)
                         |    x 
Bellilde
, figlia di 
Arlulfo di Marsiglia

                         |    |
                         |    | → 
Visconte di Marsiglia

                         |
                         x  (2) 
Belletrude

                         |
                         | →  (ipo.) 
Pons di Fos
 (ca. 
945
-
1025
)
                               x Profecta di Marignane
                               |
                               | →  Signori di 
Fos

                               |
                               | →  (ipo.) 
Ugo di Baux
 (
981
-
1060
) 

                                   x Inauris di Cavaillon (?)
                                   |
                                   | → 
Guglielmo Ugo I di Baux
 (
1060
-
1095
)

                                        x Vierne
                                        |
                                        | → 
Raimondo Rambaldo di Baux
 (
1095
-
1150
)

                                             x Stefania di Gévaudan 

                                             |
                                             | → Bertrando di Baux
                                                  x 
Thiburge II d'Orange
 
```

## Matrimonio e discendenza

Blasone dei Signori di Baux.

Stemma degli Orange-Nizza.

Bertrando e Thiburge II d'Orange ebbero diversi figli:
- Ugone III (1173-1240) il maggiore, prosegue il ramo più antico dei Baux. È console d'Arles e visconte di Marsiglia, e mantiene la signoria di Baux. Suo figlio Barral de Baux accompagna Carlo d'Angiò in Italia, e sarà all'origine, tramite suo figlio Raimondo (conte d'Avellino), del ramo dei conti d'Avellino.
- Bertrando II diventa il capostipite del ramo dei signori di Berre (Istres, Marignane, Meyrargues e Puyricard) dando origine al ramo dei duchi d'Andria.
- Tiburge, sposa di Lambert Adhémar signore di Monteuil
- Guglielmo I di Baux, 2º principe d'Orange, diventa il capostipite del vasto ramo d'Orange (nel 1193 appare il corno di Guglielmo de Baux, principe d'Orange) del quale ritroveremo numerosi discendenti in Italia, frammisti ai loro cugini, nelle vicende del regno di Napoli. Egli è il padre di Guglielmo II di Baux
- Adalmodis, sposa di Rostaing de Sabran
- Hermeline, badessa del convento del Saint-Sauveur di Marsiglia
- Guglielmo Ugone, canonico regolare nel monastero di Saint-Trophime ad Arles

La prima casa dei conti d’Orange-Nizza, antenati di sua moglie oltre a quelli di Montpellier:
```
Pons di Mevouillon
 

 x Blismodis
 |
 | → Umberto 
vescovo di Vaison
, fino al 
1005
 

 |
 | → Garnier, 
vescovo d’Avignone
 (
976
-
991
) 

 |
 | → Ison
 |
 | → 
Pons II di Mevouillon
 (ca. 
920
-
986
) 

       x Richilde, originaria dell'
Uzège

       |
       | → 
Féraud di Nizza
 
vescovo di Gap
 

       |
       | → 
Pietro di Mirabel
 
vescovo di Vaison
 

       |
       | → 
Pons III di Mevouillon

       |      |    ... → 
Discendenza Mevouillon... 

       |
       | → Arnoul di Theys
       |      |    ... → 
Discendenza Theys... 

       |
       | → Gerardo
       |
       | → Rambaldo
       |
       | → Raoul
       |
       | → 
Laugier di Nizza
 (ca 1050-1032) 

             x 
Odile di Provenza
 (976-1032), figlia di 
Guglielmo I di Provenza

             |
             | → 
Rostan di Gréolières

             |      |    ... → 
Discendenza Gréolières... 

             |
             | → 
Pietro di Nizza
, 
vescovo di Sisteron
 (1043-1059) 

             |
             | → Jauccara di Nizza
             |      x 
Amic di Vence-Avignone

             |
             | → Gerberga di Nizza
             |       x 
Berengario d’Avignone
.
             |
             | → 
Rambaud di Nizza
 (1006-1073) 

                    x 1032 
Accelena d’Apt

                    |
                    | → 
Laugier d’Apt

                          x Amancia di Lacoste-Castellane
                    |
                    | → Odila di Nizza
                         x Bonifacio di Reillanne
                    |
                    | → 
Gisla di Nizza

                          x Rostang 
d'Agoult
 

                          |
                          | → 
Laugier d'Agout
, 
vescovo d'Apt
, crociato 

                    |
                    | → 
Pietro II di Nizza
 
vescovo di Sisteron
, successivamente 
vescovo di Vaison
 

                    |
                    | → Rostan di Fréjus
                          x Accelena di Marignane
                    |
                    | → Rambaud di Nizza, signore di 
Gréolières
 (+ giovane)
                    |
                    x 
Bélieldis di Marsiglia

                    |
                    | → Amic
                    |
                    | → Guglielmo
                    |
                    x prima del 1045 
Azalaïs di Reillanne
, vedova di Guilhem 
d'Agoult
 

                    |
                    | → 
Bertrando Rambaldo d’Orange
 

                          x 1068 Adelaide di Cavenez, vedova di 
Guglielmo V Bertrando di Provenza
 

                          |
                          | → Léger o Laugerus, 
vescovo d’Avignone
(
1124
 o 
1126
-
1142
) 

                          |
                          | → Jausserand Laugier, signore di 
Gréolières

                          |
                          x 1064 Gerberga, figlia di 
Folco Bertrando di Provenza
 

                          |
                          | → Pietro
                          |
                          | → 
Rambaldo II d'Orange
 

                                |
                                | → 
Tiburge d'Orange
 

                                     x 1104 
Giraud Adhémar di Monteil
 

                                     |
                                     x 1129 
Guglielmo d'Aumelas
 

                                     |
                                     | → 
Raimbaut d'Orange
 

                                     |
                                     | → 
Tibors de Sarenom
 

                                     |   x 1171 Bertrando I de Baux 

                                         |
                                         | → Ugone IV
                                         |
                                         | → Bertrando II
                                         |
                                         | → Tiburge
                                         |
                                         | → 
Guglielmo I de Baux

                                         |     x Ermengarda de Mévouillon
                                         |     |
                                         |     | → 
Guglielmo II de Baux

                                         |
                                         | → Adalmodis
                                         |
                                         | → Hermeline
                                         |
                                         | → Guglielmo Ugone
```